# Stig Lindberg

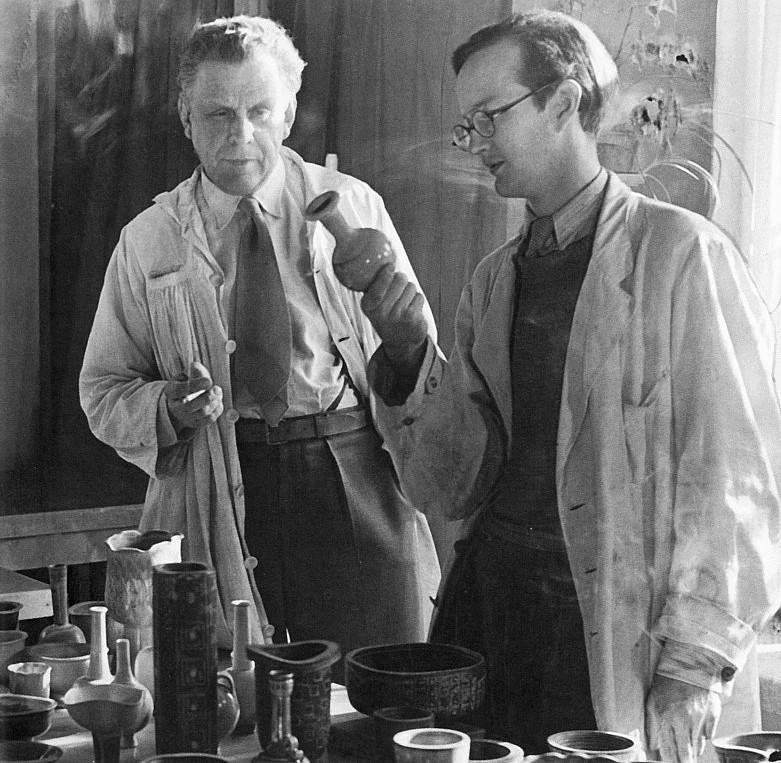
Wilhelm Kåge und Stig Lindberg (rechts) bei Gustavsberg, ca. 1938

Stig Lindberg (* 17. August 1916 in Umeå, Schweden; † 7. April 1982 in Terracina, Italien) war ein vielseitiger schwedischer Designer und Keramiker.

## Jugend und Ausbildung
Stig Lindberg wurde in Umeå in Schweden als fünftes und letztes Kind von Lydia und Helof Lindberg geboren und wuchs auch in Umeå auf. 1935 machte er sein Abitur in Jönköping und begann im selben Jahr auf der Kunsthochschule Konstfack in Stockholm. 1936, nur 20 Jahre alt, hatte er seine erste Begegnung mit der Porzellanmanufaktur Gustavsberg bei Stockholm, die Fabrik, die sein weiteres Leben stark beeinflussen sollte. Die Fabrik hatte ökonomische Probleme und der Chef konnte Lindberg nicht einmal ein Sommer-Praktikum versprechen. Da sagte der junge, selbstsichere Lindberg: "Wenn sie mich anstellen, werde ich zusehen, dass die Fabrik wieder Arbeit bekommt." Während zwei Sommermonaten zeigte Stig Lindberg dem künstlerischen Leiter bei Gustavsberg, Wilhelm Kåge, was er konnte, danach wurde er Kåges Schüler, die Karriere begann und die Fabrik sollte viel Arbeit bekommen.

## Leben und Werk

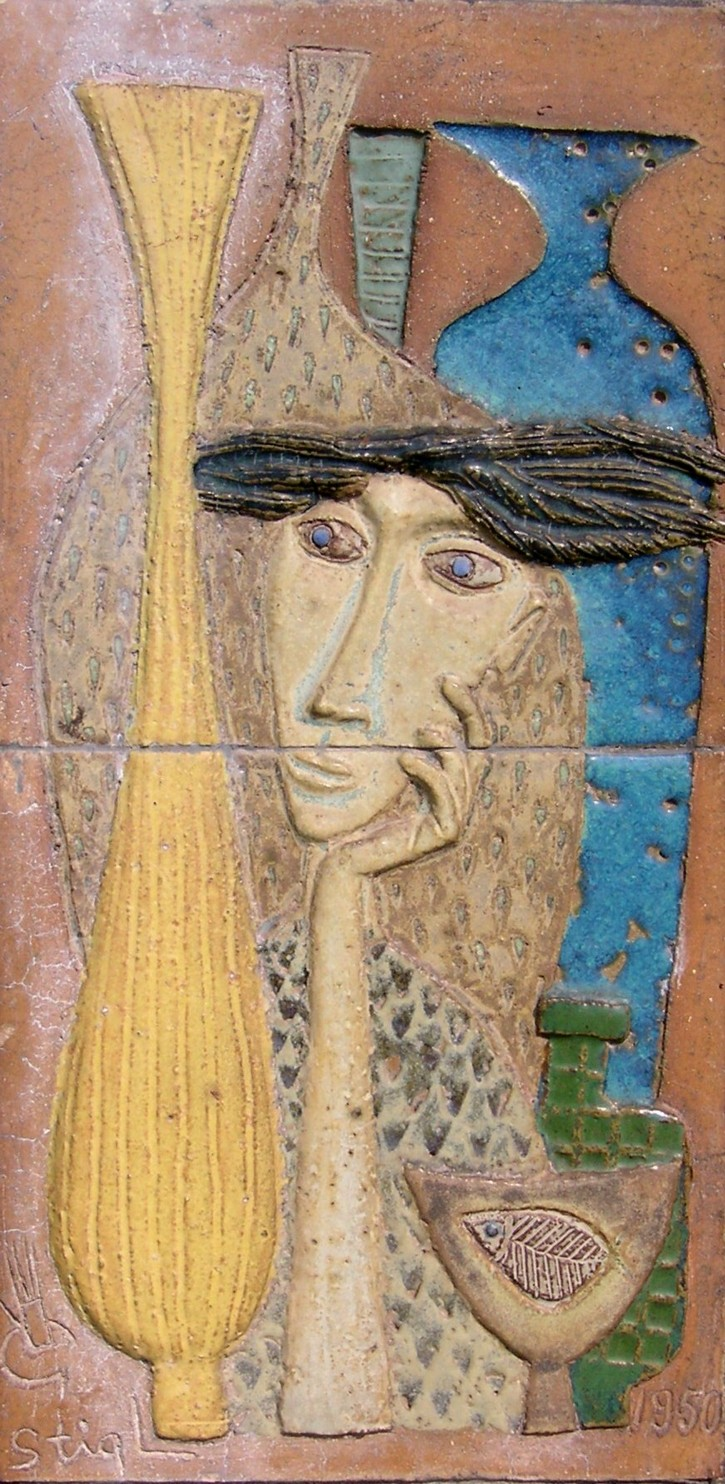
Keramik beim Eingang zum Studio

Während der 1940er Jahre schuf er Skulpturen in Schamotte, wie beispielsweise Daphne, und Fayencen, die der breiteren Öffentlichkeit auf der Ausstellung "Fajanser målade i vår" (Fayencen im Frühling gemalt) präsentiert wurden. 1947–1949 entwarf er Glas für Målerås Glasbruk und Textilien für Nordiska Kompaniet (NK), gleichzeitig arbeitete er als Buchillustrator. 1949 wurde er Wilhelm Kåges Nachfolger bei Gustavsberg. Während der folgenden Jahre führte er mehrere neue Keramikserien ein wie das elegante Pungo, das grafische Domino, das feuerfeste Terma, das er auf der Ausstellung Helsingborger Ausstellung 1955 präsentierte sowie eine Menge Alltagsporzellan. Bei Gustavsberg wurden auch Gebrauchsgegenstände aus Kunststoff hergestellt, die Stig Lindberg entwarf, wie das Tablett Kvartett (1959), die Thermoskanne Termic (1957) und die Sparbüchse Sparbössehunden.
Im Jahre 1957 verließ Lindberg Gustavsberg und wurde Lehrer an der Kunstfachschule Konstfack, dort blieb er bis 1972. 1970 wurde ihm von der schwedischen Regierung der Professorentitel verliehen. Zwei seiner bekanntesten Schüler sind die Glaskünstler Ulrica Hydman-Vallien und Bertil Vallien. Während dieser Jahre entwarf er Glas für die schwedische Kosta Glashütte und das dänische Holmegaard sowie eine große Anzahl Gebrauchs-Porzellan und andere Produkte für Gustavsberg. Hier eine kleine Liste: Aveny, Berså, Coq, Birka, Linnea, Terma, Adam, Berså, Löv, Ribb und Åland, alles heute auf Auktionen und Sammlermessen begehrte Designklassiker. Er illustrierte Kinderbücher wie Lennart Hellsings Krakel Spektakel, er entwarf Stoffmuster, Spielkarten, Einschlagpapier und Industrieprodukte. Kein Auftrag war für Lindberg zu klein. Der Fernsehapparat mit drehbarem Bildschirm Lumavision für Luma von 1959 stammt von Stig Lindberg. Er wurde auch gerne als Künstler für die Ausschmückung öffentlicher Gebäude engagiert. Sein letztes Werk dieser Art waren 1981 zwei keramische Wände für das Hotel Al Rashid in Bagdad.
Zwischen 1971 und 1980 war Stig Lindberg wieder künstlerischer Leiter bei Gustavsberg. Danach startete er ein eigenes Studio in San Felice Circeo, einem kleinen Ort bei Terracina in Italien. Zu Ostern 1982, 66 Jahre alt, starb er dort an einem Herzinfarkt. Er hinterließ eine vielfältige Produktion von Formen, Farben und Illustrationen, die weniger die typisch skandinavische Formsprache, sachlich und kühl, widerspiegelten, sondern mehr verspielt, farbenfroh und humoristisch waren.

## Einige Auszeichnungen
- 1948 Goldmedaille Triennalen
- 1951 und 1954 Grand Prix Triennalen
- 1954 Goldmedaille Kunstindustrieausstellung Madrid
- 1955 Goldmedaille beim Ersten Internationalen Keramikfestival in Cannes
- 1962 Goldmedaille beim Ersten Internationalen Keramikfestival in Prag
- 1968 Prins Eugen-Medaille
- 1970 Ehrenprofessortitel von der schwedischen Regierung

## Museen, in denen seine Arbeiten vertreten sind
- Nationalmuseum, Stockholm
- Nordiska museet, Stockholm
- Röhsska konstslöjdmuseet, Göteborg
- Konstindustrimuseum, Oslo und Trondheim
- Museum of Modern Art, New York
- Victoria and Albert Museum, London

## Bilder

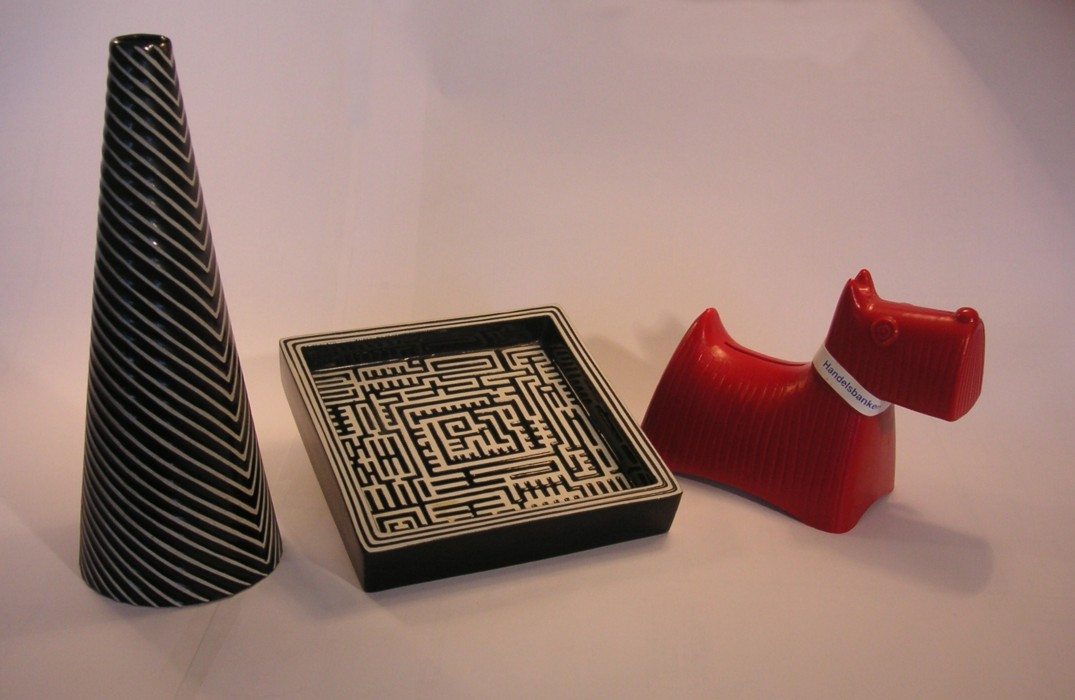
Domino und Sparbössehunden
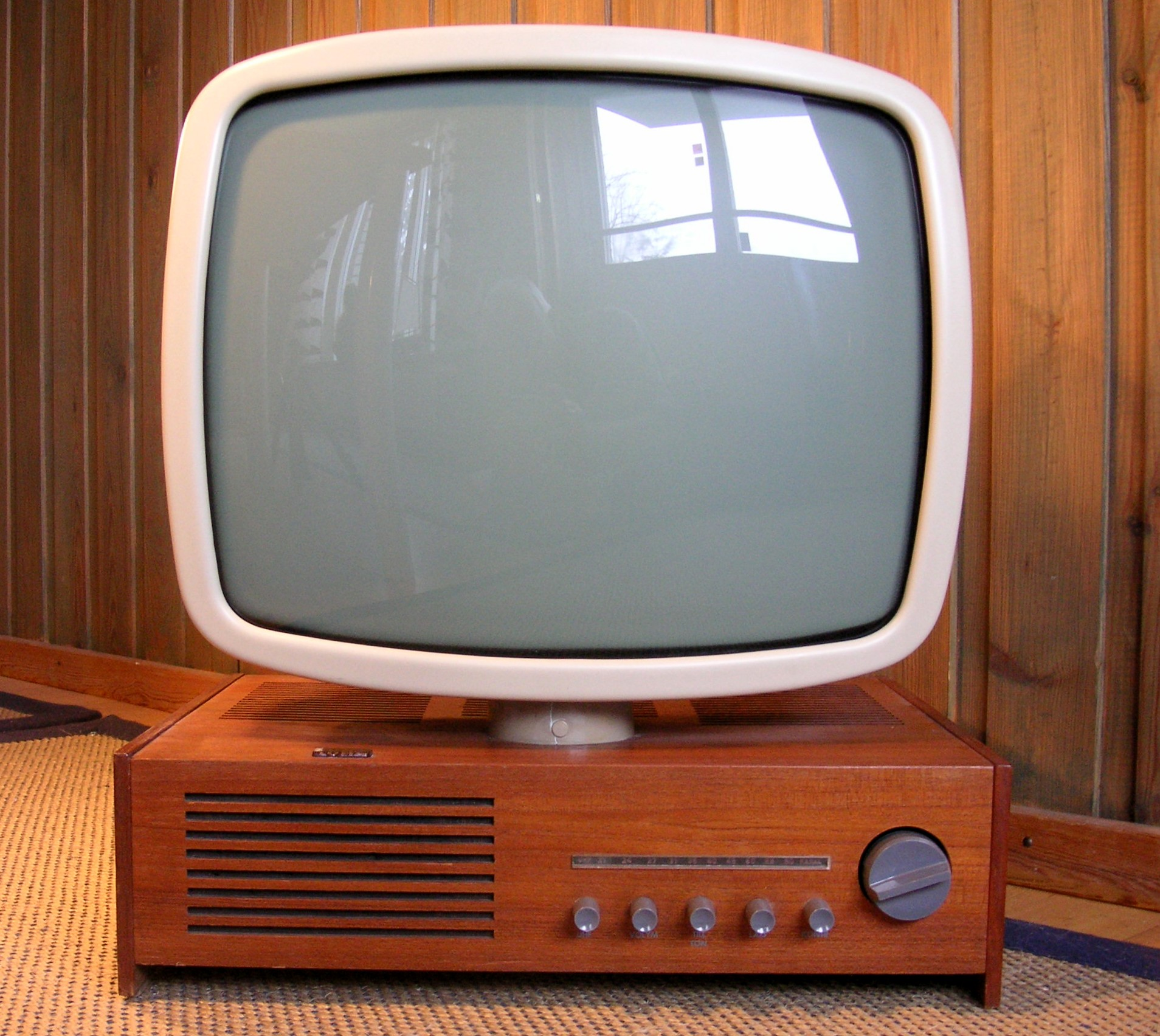
Lumavision LT 104
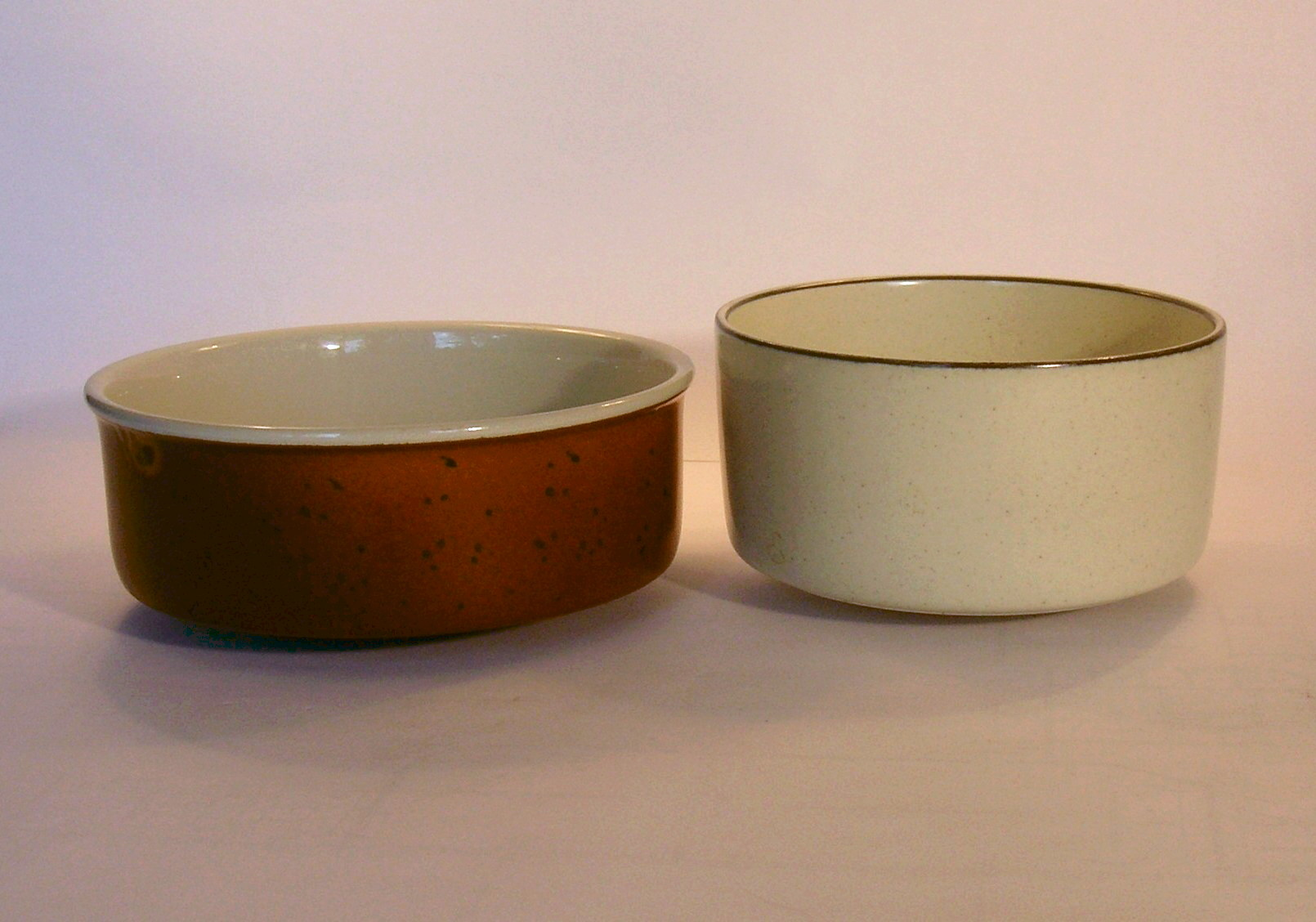
Coq und Birka
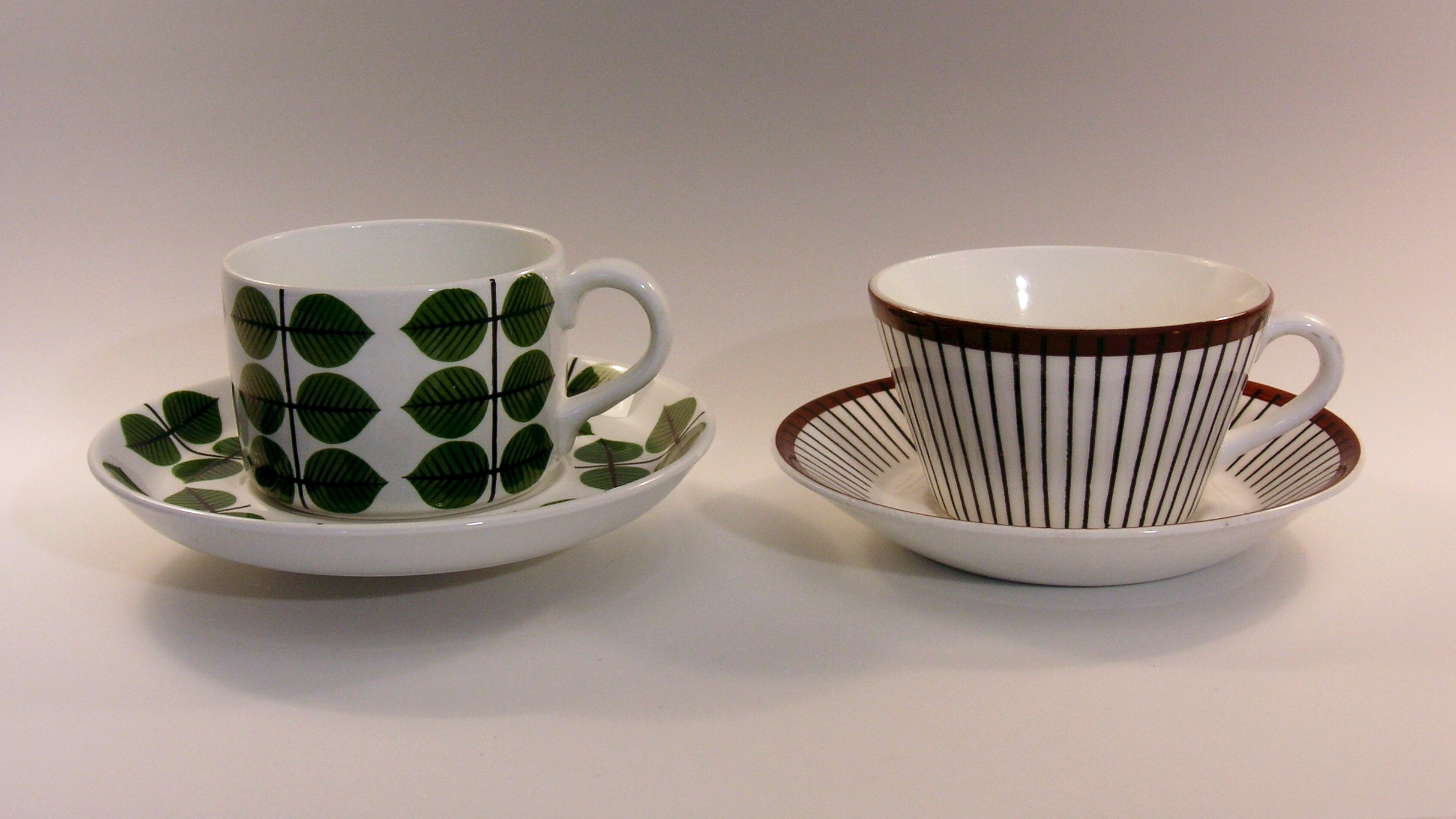
Tasse Berså und Spisa Ribb
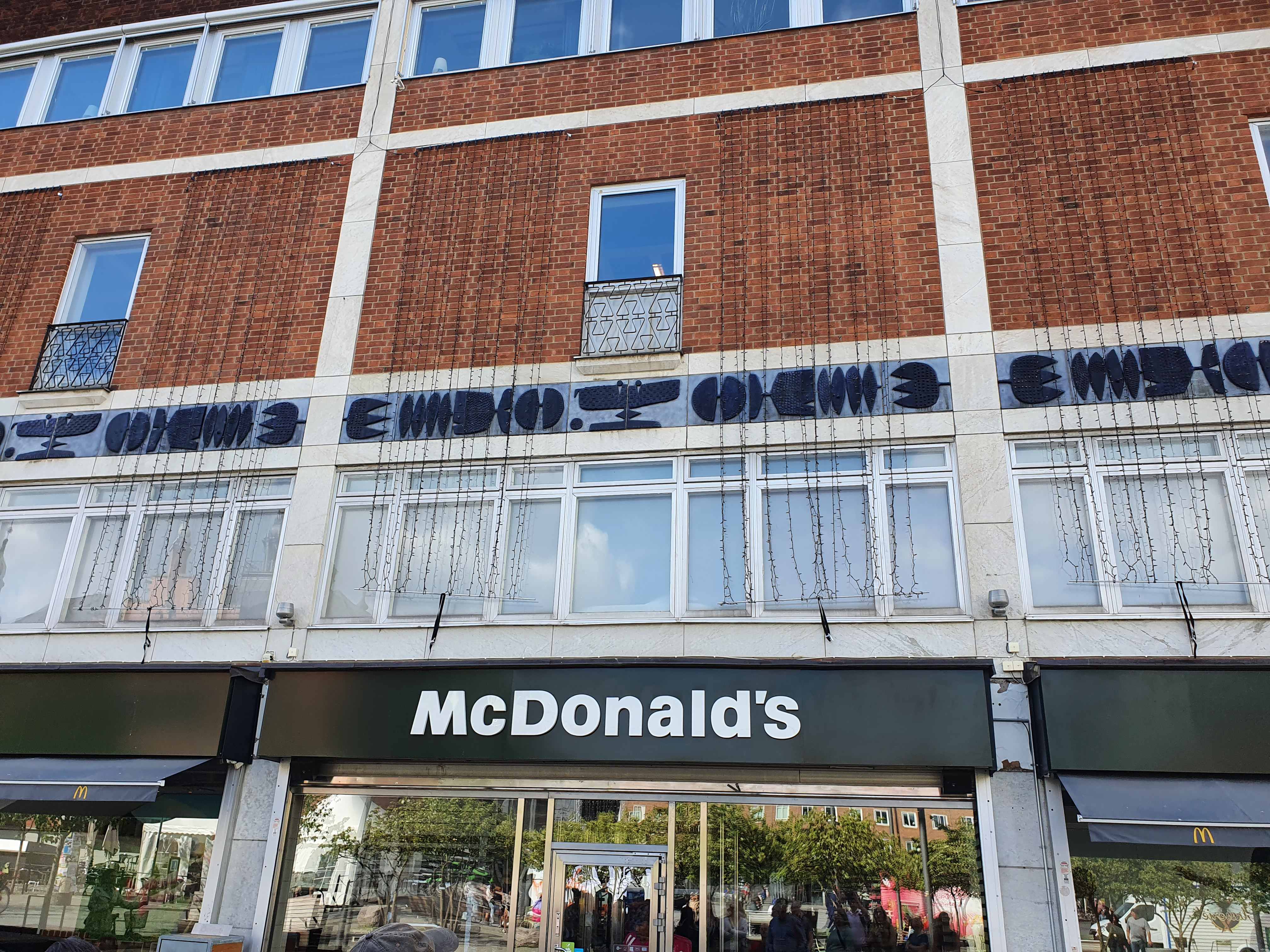
Tillvarons former, Umeå
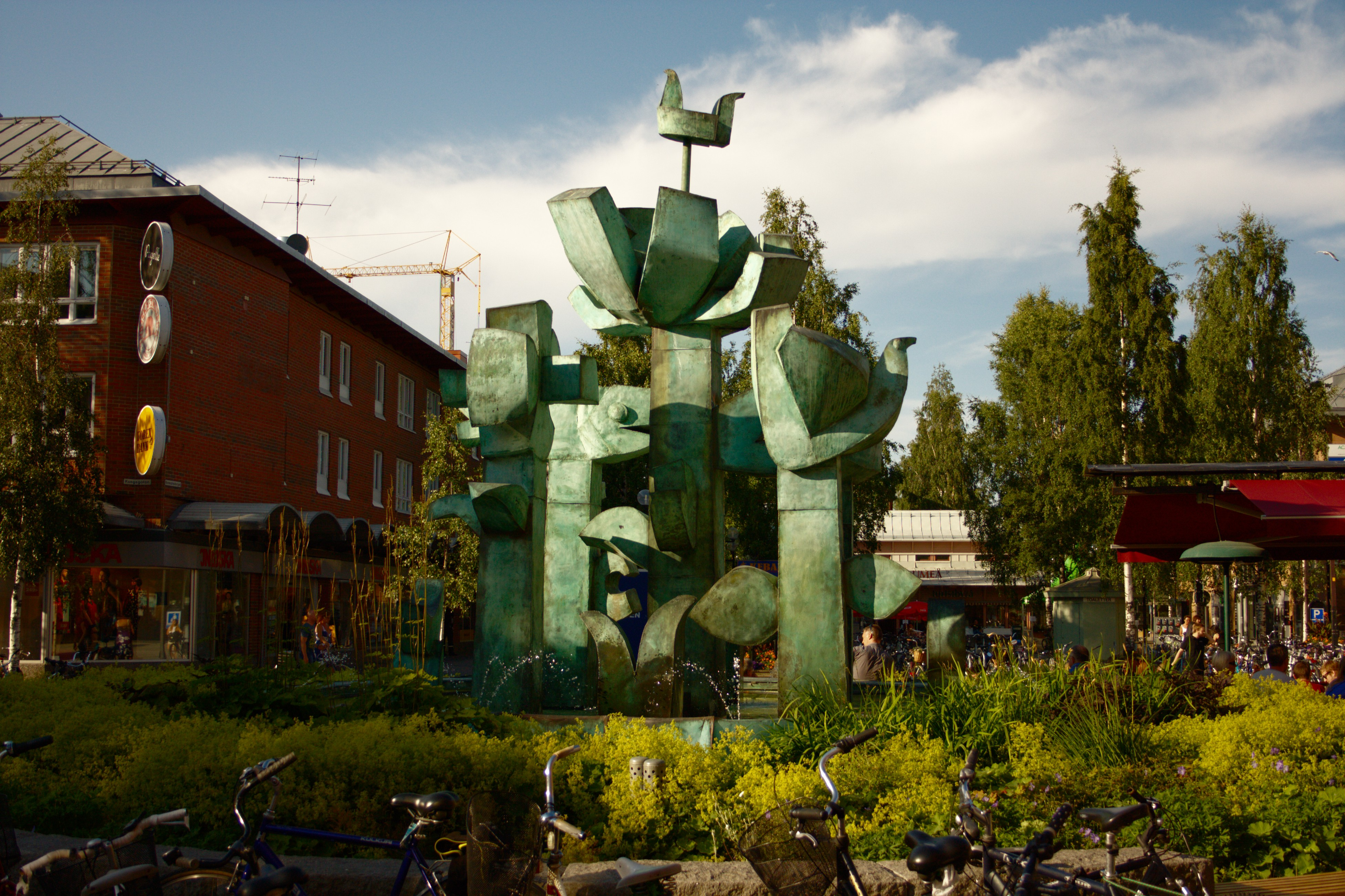
Fontänskulptur, Umeå